# Delias rosenbergi
Delias rosenbergi är en fjärilsart som beskrevs av Snellen van Vollenhoven 1865. Delias rosenbergi ingår i släktet Delias och familjen vitfjärilar. IUCN kategoriserar arten globalt som livskraftig. Inga underarter finns listade i Catalogue of Life.

## Bildgalleri

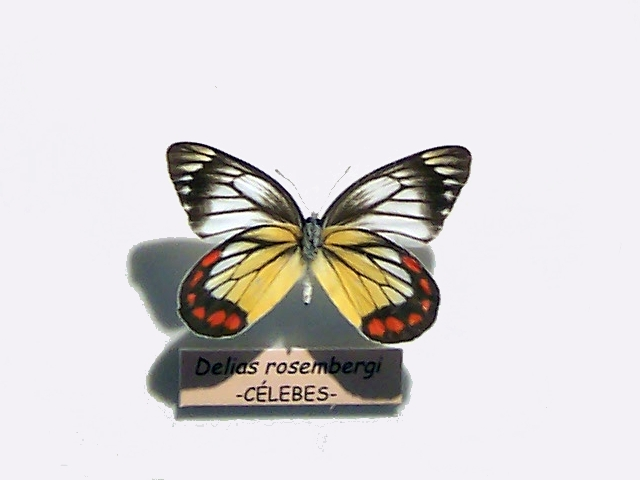